# يان واتسون (لاعب كرة سلة)
يان واتسون (بالإنجليزية: Ian Watson)‏ (و. 1949 – 1981 م) هو لاعب كرة سلة أسترالي، ولد في ملبورن، شارك في الألعاب الأولمبية الصيفية 1972، والألعاب الأولمبية الصيفية 1976، وبطولة كأس العالم لكرة السلة 1974، توفي عن عمر يناهز 32 عاماً، بسبب سرطان.

## روابط خارجية
- يان واتسون على موقع الاتحاد الدولي لكرة السلة (الإنجليزية)
- يان واتسون على موقع سبورتس رفرنس (الإنجليزية)
- يان واتسون على موقع أوليمبيديا (الإنجليزية)